# Donald Gehrmann
Donald Arthur „Don“ Gehrmann (* 16. November 1927 in Milwaukee; † 23. Juli 2022 in Stoughton) war ein US-amerikanischer Mittelstreckenläufer.

## Karriere
Donald Gehrmann gewann als Student der University of Wisconsin–Madison von 1948 bis 1950 dreimal in Folge die NCAA-Meisterschaft über 1.500 Meilen.
Durch einen Sieg über 1500 m bei den US-Ausscheidungskämpfen qualifizierte er sich für die Olympischen Spiele 1948 in London. Dort belegte er im 1500 m Wettkampf den achten Platz.
1952 wurde er US-Hallenmeister über 1000 Yards.
Gehrmann schloss 1950 sein Pädagogikstudium in Wisconsin ab, erwarb später einen Master in pädagogischer Psychologie und arbeitete viele Jahre als Lehrer. Zudem war er als Trainer an der Wauwatosa East High School tätig und arbeitete dann für die Regierung des Bundesstaates Wisconsin. 1977 wurde er unter dem damaligen Landeshauptmann Martin Schreiber zum Verkehrssicherheitskoordinator ernannt. Gehrmann schied 1985 aus dem Staatsdienst aus.

## Persönliche Bestzeiten
- 880 Yards: 1:50,7 min, 20. Juni 1950, Madison (entspricht 1:50,0 min über 800 m)
- 1500 m: 3:50,6 min, 31. Mai 1952, London
- 1 Meile: 4:09,6 min, 18. Juni 1949, Los Angeles
  - Halle: 4:07,6 min, 27. Januar 1951, New York City